# Ivan Babikov
Ivan Sergeevič Babikov (in russo Иван Сергеевич Бабиков?; Kožva, 4 luglio 1980) è un ex fondista russo naturalizzato canadese nel 2009.

## Biografia
In Coppa del Mondo ha esordito il 10 dicembre 2005 a Vernon (14°) e ha ottenuto la prima vittoria, nonché primo podio, il 4 febbraio 2007 a Davos in staffetta.
Ha ottenuto una sola vittoria individuale, nella tappa conclusiva dell'edizione 2008-2009 del Tour de Ski, con l'arrivo posto in vetta all'Alpe del Cermis. È un vero e proprio specialista di questa particolare competizione, nella quale ha conquistato tutti i suoi podi individuali in Coppa del Mondo, giungendo anche secondo nell'edizione 2012-2013 e terzo nell'edizione Tour de Ski 2013-2014.
In carriera ha preso parte a tre edizioni dei Giochi olimpici invernali, Torino 2006 (22° nella 15 km, 38° nella 50 km, 13° nell'inseguimento), Vancouver 2010 (8° nella 15 km, 33° nella 50 km, 5° nell'inseguimento, 7° nella staffetta) e Soči 2014 (39° nella 15 km, 20° nella 50 km, 24º nello skiathlon, 12° nella staffetta), e a cinque dei Campionati mondiali (4° nella 15 km a Val di Fiemme 2013 il miglior risultato).

## Palmarès

### Coppa del Mondo
- Miglior piazzamento in classifica generale: 20º nel 2013
- 1 podio (a squadre):
  - 1 vittoria

#### Coppa del Mondo - vittorie
| Data            | Località | Nazione  | Spec.                                                          |
| --------------- | -------- | -------- | -------------------------------------------------------------- |
| 4 febbraio 2007 | Davos    | Svizzera | 4x10 km (con Sergej Novikov, Il'ja Černousov e Sergej Širjaev) |

#### Coppa del Mondo - competizioni intermedie
- 3 podi di tappa:
  - 1 vittoria
  - 1 secondo posto
  - 1 terzo posto

##### Coppa del Mondo - vittorie di tappa
| Data           | Località      | Nazione | Competizione | Disciplina  |
| -------------- | ------------- | ------- | ------------ | ----------- |
| 4 gennaio 2009 | Val di Fiemme | Italia  | Tour de Ski  | 10 km TL PU |

Legenda:

TL = tecnica libera

PU = inseguimento